# Non-Fiction (Ne-Yo)
Non-Fiction è il sesto album in studio del cantante statunitense Ne-Yo, pubblicato nel gennaio 2015 dalla Motown Records.

## Il disco
L'album è stato preceduto da tre singoli: Money Can't Buy (con rapper Jeezy), She Knows (con rapper Juicy J) e Coming with You. Al momento della sua uscita, l'album è stato accolto con recensioni positive dai critici musicali. L'album ha raggiunto la posizione numero 5 della Billboard 200, vendendo 59 000 copie nella prima settimana.

## Tracce
1. Run (featuring Schoolboy Q) – 3:07
2. Integrity (featuring Charisse Mills) – 3:54
3. One More (featuring T.I.) – 4:18
4. Who's Taking You Home – 3:49
5. Time of Our Lives (con Pitbull) – 3:49
6. Coming with You – 4:20
7. Good Morning – 3:19
8. Make It Easy – 3:37
9. Money Can't Buy (featuring Jeezy) – 4:22
10. Religious – 3:49
11. She Knows (featuring Juicy J) – 3:34
12. She Said I'm Hood Tho – 4:05
13. Story Time – 3:15
14. Congratulations – 4:32

## Classifiche
| Classifica (2015) | Posizione più alta |
| ----------------- | ------------------ |
| Australia         | 25                 |
| Belgio (Fiandre)  | 56                 |
| Belgio (Vallonia) | 134                |
| Paesi Bassi       | 44                 |
| Germania          | 20                 |
| Irlanda           | 78                 |
| Nuova Zelanda     | 29                 |
| Svizzera          | 59                 |
| Regno Unito       | 16                 |
| Stati Uniti       | 5                  |
| Stati Uniti (R&B) | 1                  |